# Liste der Baudenkmäler in Gottfrieding
Auf dieser Seite sind die Baudenkmäler in der niederbayerischen Gemeinde Gottfrieding zusammengestellt. Diese Tabelle ist eine Teilliste der Liste der Baudenkmäler in Bayern. Grundlage ist die Bayerische Denkmalliste, die auf Basis des Bayerischen Denkmalschutzgesetzes vom 1. Oktober 1973 erstmals erstellt wurde und seither durch das Bayerische Landesamt für Denkmalpflege geführt wird. Die folgenden Angaben ersetzen nicht die rechtsverbindliche Auskunft der Denkmalschutzbehörde.
 Die Liste gibt den Fortschreibungsstand vom 22. Oktober 2016 wieder und umfasst siebzehn Baudenkmäler.

## Baudenkmäler nach Ortsteilen

### Gottfrieding
| Lage                              | Objekt                              | Beschreibung | Akten-Nr.             | Bild           |
| --------------------------------- | ----------------------------------- | --- | --------------------- | -------------- |
| Dingolfinger Straße 13 (Standort) | Pfarrhaus                           | Zweigeschossiger Satteldachbau mit gegliederter Giebelseite, drittes Viertel 19. Jahrhundert.                                                                                         | D-2-79-116-3 Wikidata | BW             |
| Dingolfinger Straße 14 (Standort) | Katholische Pfarrkirche St. Stephan | Zweischiffiges Langhaus, Unterbau des Westturms 13. Jahrhundert, Chor zweite Hälfte 15. Jahrhundert, nördliches Seitenschiff 1630, Turmoberbau 1730, Spitzhelm 1877; mit Ausstattung. | D-2-79-116-1 Wikidata | weitere Bilder |

### Daibersdorf
| Lage                     | Objekt                                    | Beschreibung | Akten-Nr.             | Bild |
| ------------------------ | ----------------------------------------- | --- | --------------------- | ---- |
| Daibersdorf 6 (Standort) | Bauernhaus eines ehemaligen Vierseithofes | Zweigeschossiger Blockbau mit Flachsatteldach und zwei Schroten, der untere giebelseitig abgemauert, erste Hälfte 18. Jahrhundert. | D-2-79-116-6 Wikidata | BW   |

### Frichlkofen
| Lage                            | Objekt                            | Beschreibung | Akten-Nr.              | Bild           |
| ------------------------------- | --------------------------------- | --- | ---------------------- | -------------- |
| Am Weilnbach 2 (Standort)       | Wohnstallhaus                     | Zweigeschossiger, zum Teil verputzter Blockbau mit Traufschrot, bezeichnet mit „1852“, im Kern erstes Viertel 17. Jahrhundert. | D-2-79-116-27 Wikidata | Wohnstallhaus  |
| Reisbacher Straße 25 (Standort) | Katholische Kirche St. Laurentius | Romanischer Saalbau mit geradem Chorschluss und Nordturm, 12. Jahrhundert, frühgotisch und barock verändert; mit Ausstattung.  | D-2-79-116-7 Wikidata  | weitere Bilder |

### Golding
| Lage                 | Objekt             | Beschreibung                        | Akten-Nr.              | Bild           |
| -------------------- | ------------------ | ----------------------------------- | ---------------------- | -------------- |
| Golding 2 (Standort) | Kapellen-Bildstock | Mit Lourdesgrotte, 19. Jahrhundert. | D-2-79-116-11 Wikidata | weitere Bilder |

### Hackerskofen
| Lage                              | Objekt                                  | Beschreibung                                                                                               | Akten-Nr.              | Bild           |
| --------------------------------- | --------------------------------------- | --- | ---------------------- | -------------- |
| Holzhausener Straße 16 (Standort) | Katholische Filialkirche St. Maria      | Saalkirche mit Südturm, erbaut um 1800, neugotischer Umbau 1856; mit Ausstattung.                          | D-2-79-116-12 Wikidata | weitere Bilder |
| Schloßstraße 17 (Standort)        | Bauernhaus des ehemaligen Dreiseithofes | Satteldachbau mit Blockbau-Obergeschoss, Traufschrot und Hochlaube, im Kern zweite Hälfte 18. Jahrhundert. | D-2-79-116-14 Wikidata | BW             |
| Schloßstraße 30 (Standort)        | Gasthaus                                | Flachsatteldachbau mit Blockbau-Obergeschoss, Anfang 19. Jahrhundert.                                      | D-2-79-116-15 Wikidata | Gasthaus       |
| Schloßstraße 31 (Standort)        | Bauernhaus                              | Zweigeschossiger Blockbau mit Satteldach, Ende 18. Jahrhundert, Dach später.                               | D-2-79-116-16 Wikidata | BW             |
| Schloßstraße 33 (Standort)        | Ehemaliges Bauernhaus                   | Satteldachbau mit Blockbau-Obergeschoss und Traufschrot, Ende 18. Jahrhundert, Dach später.                | D-2-79-116-17 Wikidata | BW             |

### Holzhausen
| Lage                                         | Objekt             | Beschreibung                                        | Akten-Nr.              | Bild               |
| -------------------------------------------- | ------------------ | --------------------------------------------------- | ---------------------- | ------------------ |
| Von Anterskofen nach Hackerskofen (Standort) | Kapellen-Bildstock | Neugotisch, Mitte 19. Jahrhundert; mit Ausstattung. | D-2-79-116-18 Wikidata | Kapellen-Bildstock |

### Oberweilnbach
| Lage                       | Objekt                                     | Beschreibung | Akten-Nr.              | Bild |
| -------------------------- | ------------------------------------------ | --- | ---------------------- | ---- |
| Oberweilnbach 2 (Standort) | Ehemaliges Wohnstallhaus des Vierseithofes | Mit Blockbau-Obergeschoss, zum Teil verschindelt, First bezeichnet mit „1726“; östlich Blockbaustadel mit Satteldach, zweite Hälfte 18. Jahrhundert. | D-2-79-116-19 Wikidata | BW   |

### Tichling
| Lage                     | Objekt     | Beschreibung | Akten-Nr.              | Bild |
| ------------------------ | ---------- | --- | ---------------------- | ---- |
| Am Waldrand 2 (Standort) | Bauernhaus | Flachsatteldachbau mit Blockbau-Obergeschoss und Traufschrot, über dem Stall Traidboden, bezeichnet mit „1792“. | D-2-79-116-23 Wikidata | BW   |

### Unterweilnbach
| Lage                     | Objekt     | Beschreibung                                                                      | Akten-Nr.              | Bild |
| ------------------------ | ---------- | --------------------------------------------------------------------------------- | ---------------------- | ---- |
| Dorfstraße 21 (Standort) | Bauernhaus | Flachsatteldachbau, Blockbau mit Traufschrot und Hochlaube, Ende 18. Jahrhundert. | D-2-79-116-25 Wikidata | BW   |

## Abgegangene Baudenkmäler
In diesem Abschnitt sind Objekte aufgeführt, die früher einmal in der Denkmalliste eingetragen waren, jetzt aber nicht mehr existieren, z. B. weil sie abgebrochen wurden. Aktennummern in diesem Abschnitt sind ehemalige, jetzt nicht mehr gültige Aktennummern.

| Lage                                           | Objekt                         | Beschreibung | Akten-Nr.              | Bild |
| ---------------------------------------------- | ------------------------------ | --- | ---------------------- | ---- |
| Hackerskofen Holzhausener Straße 20 (Standort) | Ehemaliges Kleinbauernhaus     | Zweigeschossiger Satteldachbau, südseitig offener Blockbau, 18./19. Jahrhundert, Dach später.                                                                                 | D-2-79-116-13 Wikidata | BW   |
| Ottenkofen Ottenkofen 3 (Standort)             | Kleinbauernhaus                | Zweigeschossiger Satteldachbau mit Blockbau-Obergeschoss, Trauf- und Giebelschrot, zum Teil verputzter Blockbau, 18./19. Jahrhundert, Dach später.                            | D-2-79-116-21 Wikidata | BW   |
| Ottenkofen Ottenkofen 4 (Standort)             | Bauernhaus                     | Zweigeschossiger Satteldachbau mit Traufschrot und teils verputztem Blockbau-Obergeschoss, Mitte 18. Jahrhundert; Querstadel, Ständerriegelbau, erste Hälfte 19. Jahrhundert. | D-2-79-116-22 Wikidata | BW   |
| Tichling Edenthaler Straße 25 (Standort)       | Bauernhaus eines Dreiseithofes | Flachsatteldachbau mit zum Teil verschaltem Blockbau-Obergeschoss, Ende 18. Jahrhundert.                                                                                      | D-2-79-116-24 Wikidata | BW   |